# The Archers
Лучники (англ. The Archers) — название совместной киностудии Майкла Пауэлла (1905—1990) и Эмерика Прессбургера (1902—1988). В сотрудничестве дуэт создал несколько влиятельных фильмов 1940-х и 1950-х годов. Их работы, созданные в коллаборации, — 24 фильма с 1939 по 1972, — в основном создавались по оригинальным историям Прессбургера, переработанным в сценарии Прессбургером вместе с Пауэллом. Режиссурой занимался Пауэлл, а Прессбургер выступал в качестве продюсера и ассистировал с монтажом, особенно с обработкой музыки. В титрах дуэт обозначал себя вне зависимости от ролей на производственном этапе и как сценаристов, и как режиссёров, и как продюсеров. Наиболее известные работы студии — Жизнь и смерть полковника Блимпа (1943), Лестница в небо (1946), Черный нарцисс (1947), Красные башмачки (1948) и Сказки Гофмана (1951). В Британии также известны фильмы Кентерберийская история (1944) и Я знаю, куда иду! (1945). 4 фильма «Лучников» входят в список 100 лучших британских фильмов за 100 лет по версии BFI.
В 1981 году вклад Пауэлла и Прессбургера в британский кинематограф был отмечен премией BAFTA Academy Fellowship Award — наиболее престижной премией Британской академии кино и телевидения.

## История

### Ранние фильмы
К моменту встречи Пауэлл уже обладал опытом как режиссёр, проделав путь от немого кино до драмы о Первой мировой войне под названием «Шпион в чёрном» (1939), его первого фильма с Александром Корда, венгерским продюсером в эмиграции. Прессбургер, который уехал из Венгрии в 1935 году, уже работал с Корда, и тот попросил его внести правки в сценарий «Шпиона…». Это было первое сотрудничество будущих «Лучников» за следующие 18, почти 19 лет.
После создания ещё двух фильмов для Корда, Пауэлл вновь встретился с Прессбургером в 1940 году для съемок «Контрабанды» (1940), первого фильма дуэта времен Второй мировой войны. За ним последовал фильм «49-я параллель» (1941). Этот фильм принес Прессбургеру «Оскар» за лучший литературный первоисточник. Оба фильма — триллеры в стиле Хичкока, снятые как анти-нацистская пропаганда.

### Рождение «Лучников»
Дуэт указал себя в титрах как сценаристов, продюсеров и режиссёров в своем следующем фильме, «Один из наших самолётов не вернулся» (1942), и также сослался на название «Лучники». В 1943 году они основали собственную киностудию, Кинопроизводство Лучников / Archers Film Productions, и утвердили стрельбу из лука как отличительный знак, открывавший каждый их фильм. В титрах они подписывались так: «Написано, спродюсировано и срежессировано Майклом Пауэллом и Эмериком Прессбургером», что отражало их общую ответственность за работу, а также отсутствие обязательств перед любой другой студией или продюсерами.
В письме к Венди Хиллер 1942 года, в котором Прессбургер просил её сняться в фильме «Жизнь и смерть полковника Блимпа», он также четко обрисовал «Манифест „Лучников“». Это пять пунктов, выражающие намерения дуэта:
1. Мы никому не обязаны, кроме тех, кто спонсирует нас; перед ними мы несем полную ответственность за то, чтобы приносить прибыль, а не убыток.
2. Каждый шаг в наших фильмах является исключительно нашей ответственностью и ничьей больше. Мы отказываемся следовать или подчиняться любому мнению, кроме нашего собственного.
3. Начиная работу над новой идеей, мы должны опережать не только наших конкурентов, но и само время на год. Настоящему фильму нужен год от идеи до реализации. Или больше.
4. Ни один художник не верит в эскапизм. И мы в тайне считаем, что никто из зрителей тоже не верит в него. В любом случае, мы доказали, что публика заплатит, чтобы увидеть правду не только потому, что она голая.
5. В любое время, и особенно сейчас, самоуважение всех участников [съемочного процесса], от звезды до ассистента на площадке, поддерживается или падает в соответствии с темой и целью фильма, над которым они работают.

Они начали формировать постоянную группу актёров и членов съемочной команды, которая впоследствии работала с ними на протяжении 12 лет. Едва ли кто-то из этих людей подписывал постоянный контракт с «Лучниками», их просто нанимали на каждый отдельный фильм, но Пауэлл и Прессбургер вскоре узнали, с кем они хорошо сработались и кому нравилось работать с ними. Когда Реймонду Месси предложили роль прокурора в «Лестнице в небо», он телеграфировал: «За „Лучников“ всегда, в этой жизни и следующей». 
Пауэлл и Прессбургер также были сопродюсерами нескольких фильмов других режиссёров, вышедших под логотипом «Лучников»: это «Серебряный флот» (1943), сценарист и режиссёр Вернон Сьюэлл и Гордон Веллесли (сценарий по истории Прессбургера), и "Конец реки" (1947), режиссёр Дерек Н. Твист (Пауэлл и Прессбургер поработали над сценарием без упоминания в титрах). Оба — Сьюэлл и Твист, — работали с Пауэллом и Прессбургером раньше, на других съемках, но не как режиссёры. Благодаря «Лучникам» они получили шанс на свой режиссёрский дебют.
До конца войны дуэт выпустил серию известных фильмов, начиная от фильма Жизнь и смерть полковника Блимпа (1943) и заканчивая Я знаю, куда я иду! (1945) и Лестница в небо (1946)

### Послевоенный успех и упадок
- Черный нарцисс (1947)
- Красные башмачки (1948)
- Маленькая черная комната (1949)
- Неуловимый первоцвет (1950)
- Ушедший на землю (1950)
- Сказки Гофмана (1951)

### Конец сотрудничества
В начале 1950-х студия стала выпускать меньше фильмов, которые, к тому же, пользовались заметно меньшим успехом. Официально работа Лучников завершилась в 1957 году. Пауэлл и Прессбургер разошлись, чтобы строить карьеру индивидуально. Распад произошел мирно, и они остались друзьями до конца своих дней.

### Совместные работы после распада киностудии
Дуэт воссоединился для создания двух фильмов: Странная компания (1966) и Мальчик, который стал жёлтым (1972).

## Фильмография
- Шпион в черном / The Spy in Black (1939)
- Контрабанда / Contraband (1940)
- 49-я пареллель / 49th Parallel (1941)
- Один из наших самолётов не вернулся / One of Our Aircraft Is Missing (1942)
- Жизнь и смерть полковника Блимпа / The Life and Death of Colonel Blimp (1943)
- Доброволец / The Volunteer (1943)
- Кентерберийская история / A Canterbury Tale (1944)
- Я знаю, куда я иду! / I Know Where I’m Going! (1945)
- Лестница в небо / A Matter of Life and Death (1946)
- Черный нарцисс / Black Narcissus (1947)
- Красные башмачки / The Red Shoes (1948)
- Маленькая задняя комната / The Small Back Room (1949)
- Неуловимый Первоцвет / The Elusive Pimpernel (1950)
- Унесённые на Землю / Gone to Earth (1950)
- Сказки Гофмана / The Tales of Hoffmann (1951)
- О… Розалинда!! / Oh… Rosalinda!! (1955)
- Битва у Ла-Платы /The Battle of the River Plate (1956)
- Встреча со злом при лунном свете / Ill Met by Moonlight (1957)
- Странная компания / They’re a Weird Mob (1966)
- Мальчик, который стал жёлтым / The Boy Who Turned Yellow (1972)